# Iron River
Iron River é uma cidade localizada no estado americano de Michigan, no Condado de Iron.

## Demografia
Segundo o censo americano de 2000, a sua população era de 1929 habitantes.
Em 2006, foi estimada uma população de 3122, um aumento de 1193 (61.8%).

## Geografia
De acordo com o United States Census Bureau tem uma área de
9,1 km², dos quais 9,0 km² cobertos por terra e 0,1 km² cobertos por água. Iron River localiza-se a aproximadamente 489 m acima do nível do mar.

## Localidades na vizinhança
O diagrama seguinte representa as localidades num raio de 24 km ao redor de Iron River.